# Карашалгинський сільський округ
Карашалги́нський сільський округ (каз. Қарашалғын ауылдық округі, рос. Карашалгинский сельский округ) — адміністративна одиниця у складі Коргалжинського району Акмолинської області Казахстану. Адміністративний центр — село Жантеке.
Населення — 743 особи (2021; 992 у 2009, 1881 у 1999, 3103 у 1989).
Станом на 1989 рік існувала Карашалгинська сільська рада (села Жантеке, Каргали, Тингиликти, Уяли).

## Склад
До складу округу входять такі населені пункти:
| Населений пункт  | Населення, осіб (1989) | Населення, осіб (1999) | Населення, осіб (2009) | Населення, осіб (2021) |
| ---------------- | ---------------------- | ---------------------- | ---------------------- | ---------------------- |
| Жантеке, село    | 2292                   | 1384                   | 813                    | 564                    |
| Каргали, село    | 296                    | 177                    | 74                     | 53                     |
| Тингиликти, село | 148                    | 41                     | -                      | -                      |
| Уяли, село       | 367                    | 279                    | 105                    | 126                    |